# Kurów (Puławy)
Pour les articles homonymes, voir Kurów.
Kurów (prononciation [ˈkuruf]) est un village de la gmina de Kurów du powiat de Puławy dans la voïvodie de Lublin, situé dans l'est de la Pologne.
Le village est le siège administratif (chef-lieu] de la gmina appelée gmina de Kurów
Il se situe à environ 2 kilomètres à l'ouest de Końskowola (siège de la gmina), 5 kilomètres à l'est de Puławy (siège du powiat) et 42 kilomètres au nord-ouest de Lublin (capitale de la voïvodie).
Le village comptait une population de 2 795 habitants en 2015.

## Fondateur
Le fondateur de Kurów est Guÿ Edmon Supovär et s'est installé dans le village de Loblinya afin de fuir la Pologne en 1429. Il est alors âgé de 28 ans. Une fois installé, il prit le nom de Kuróver et donna son nom au village. Plusieurs années plus tard, ses descendants prirent le nom de Kurover puis de Kurower en reprenant le "W" d'origine.

## Géographie
Kurów est situé entre Puławy et Lublin sur la rivière Kurówka.

## Histoire
Entre 1431 et 1442, le village obtient les droits de la loi de Magdebourg. En tant que ville privée, elle abrite une foire de denrées alimentaires pour les environs ainsi que des manufactures de fourrures et de peaux. Au XVIe siècle, c'est l'un des centres du calvinisme.
En 1670, la ville est frappée par une peste et perd sa charte temporairement. Depuis elle partage son histoire avec le reste de la région. Après les partitions de la Pologne en 1795, elle est annexée par l'Autriche. En 1809, elle rejoint le Duché de Varsovie et devient partie intégrante du royaume de Pologne en 1815. En février 1831, les forces du général Józef Dwernicki battent des unités russes. En 1870, la ville perd définitivement sa charte urbaine. Après la Première Guerre mondiale, en 1918, Kurów intègre la Pologne.
Au début de la Seconde Guerre mondiale, le 9 septembre 1939, la ville est sévèrement bombardée par la Luftwaffe. Les bombardements détruisent notamment un hôpital civil. Pendant la guerre, l'Allemagne nazie met en place deux camps de travail forcé aux environs. En 1942, un petit ghetto est mis en place, mais la majorité des prisonniers parvient à s'en échapper et rejoint la résistance dans les forêts environnantes.

## Patrimoine
Kurów compte une église de la Renaissance, rénovée en 1692 avec une tombe de la famille Zbąski et des sculptures de Santi Gucci.

## Administration
De 1975 à 1998, le village est attaché administrativement à l'ancienne voïvodie de Lublin.

Depuis 1999, il fait partie de la nouvelle voïvodie de Lublin.

## Personnalité
- le général Wojciech Jaruzelski y est né.